# Benedetta Tagliabue
Benedetta Tagliabue (geboren 24. Juni 1963 in Mailand) ist eine italienische Architektin, die seit 1990 in Barcelona ansässig ist. Sie gründete 1993 mit dem katalanischen Architekten Enric Miralles das international tätige Architekturbüro Miralles Tagliabue EMBT in Barcelona und führt das Unternehmen seit dem Tod ihres Mannes im Jahr 2000 alleine. Heute hat EMBT auch Niederlassungen in Shanghai und Paris. Tagliabue hat zahlreiche Preise für ihre Projekte erhalten und ist seit 2014 Mitglied der Jury für den Pritzker-Preis. Großes Aufsehen erregte der Spanische Pavillon auf der Expo 2010 in Shanghai. Sie verband dabei eine spektakuläre Gebäude-Konstruktion mit der Verwendung von pflanzlichen Materialien für die Fassade, was zu einem Markenzeichen für ihre Arbeit wurde.

## Leben

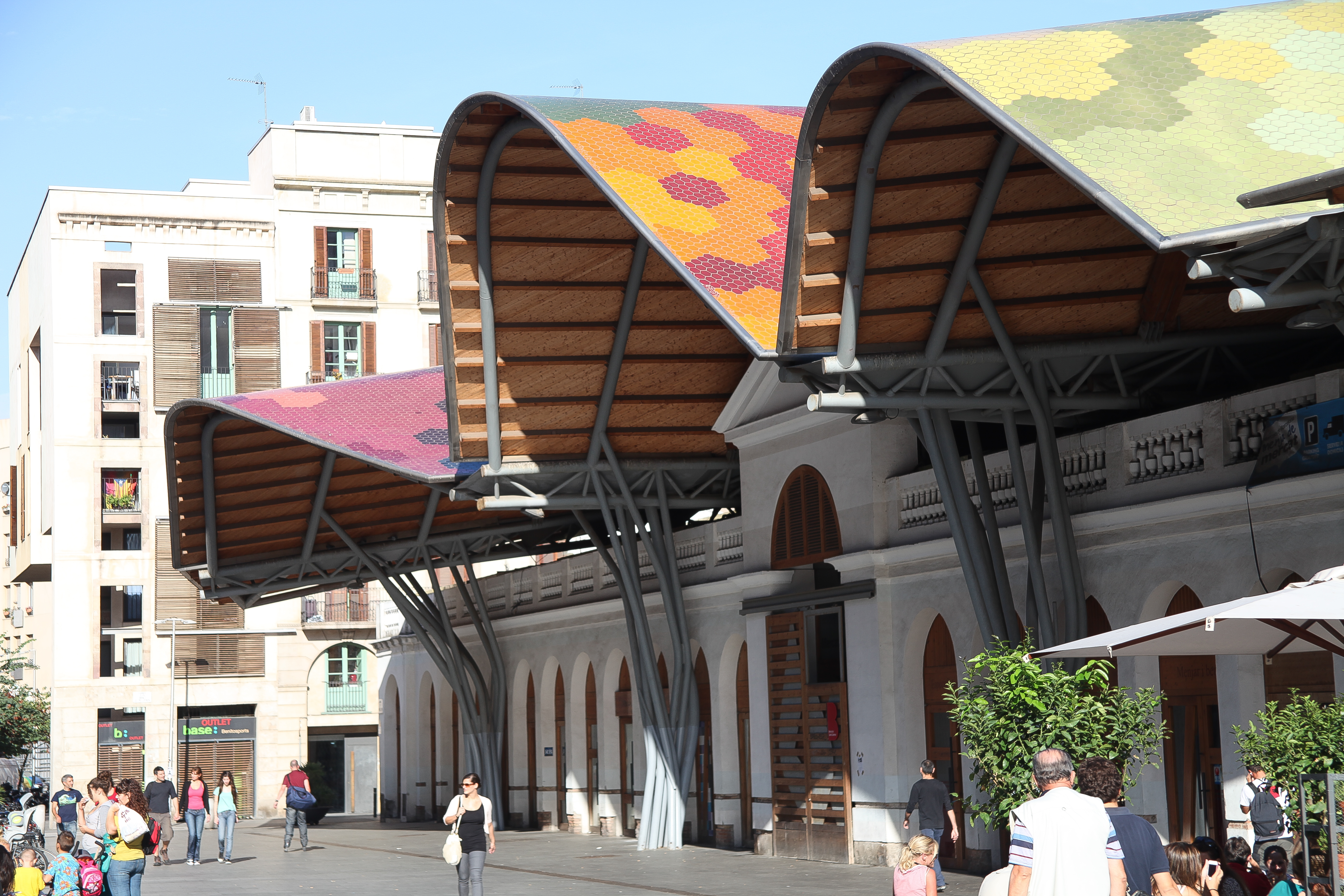
Vorderseite des Mercat de Santa Caterina

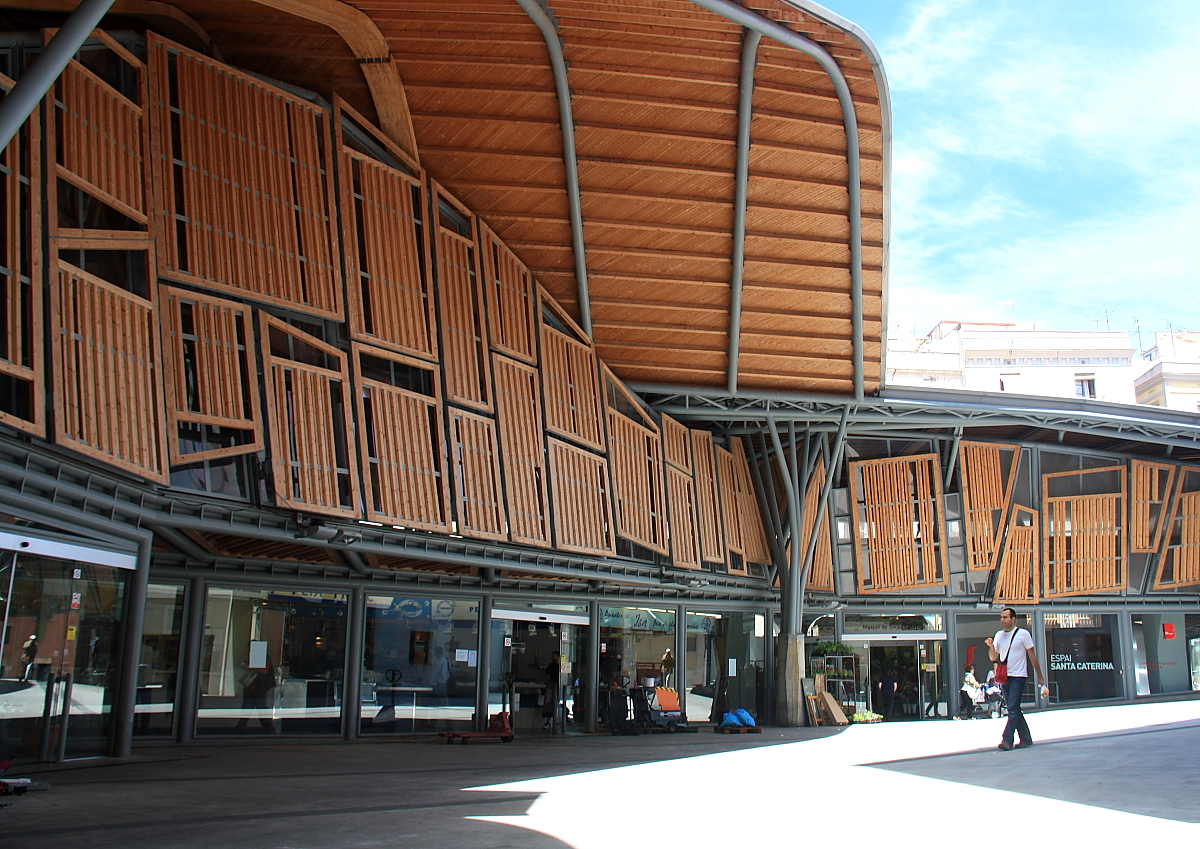
Rückseite des Mercat de Santa Caterina

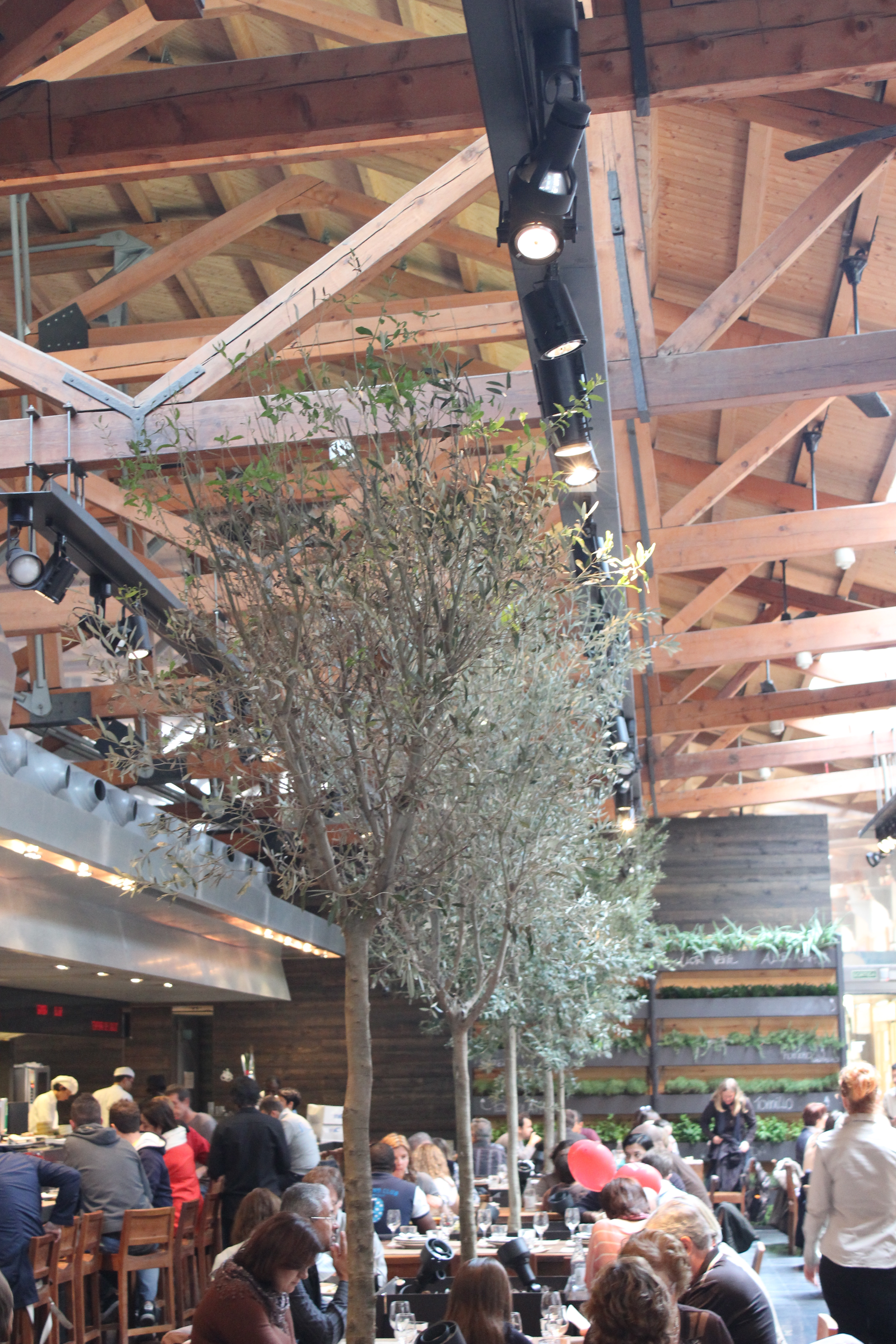
Im Inneren des Mercat de Santa Caterina

### Ausbildung und Familie
Tagliabue wuchs in Mailand auf und war 1980 Gaststudentin an der Columbia University, New York. 1981 begann sie Architektur zu studieren am Istituto Universitario di Architettura di Venezia (IUAV) in Italien. 1989 beendete sie ihre Diplomarbeit über den Central Park, wobei sie von Diane Lewis betreut wurde, und schloss damit ihr Studium an der IUAV ab. Parallel zum Studium arbeitete sie seit 1988 im Architekturbüro Transbuilding and Gandelsonas-Agrest in New York.
Benedetta Tagliabue und Enric Miralles trafen sich erstmals 1989 an der Columbia University, wo Miralles eine Gastprofessur hatte. 1990 zog Tagliabue nach Barcelona und arbeitete im Architekturbüro Espinet-Ubach. Miralles trennte sich 1991 von seiner Ehefrau und Geschäftspartnerin, der Architektin Carme Pinós. Schließlich heirateten Miralles und Tagliabue und gründeten 1993 das gemeinsame Architekturbüro Miralles Tagliabue EMBT. 1995 kam die Tochter Catarina zur Welt, später der Sohn Domenec.

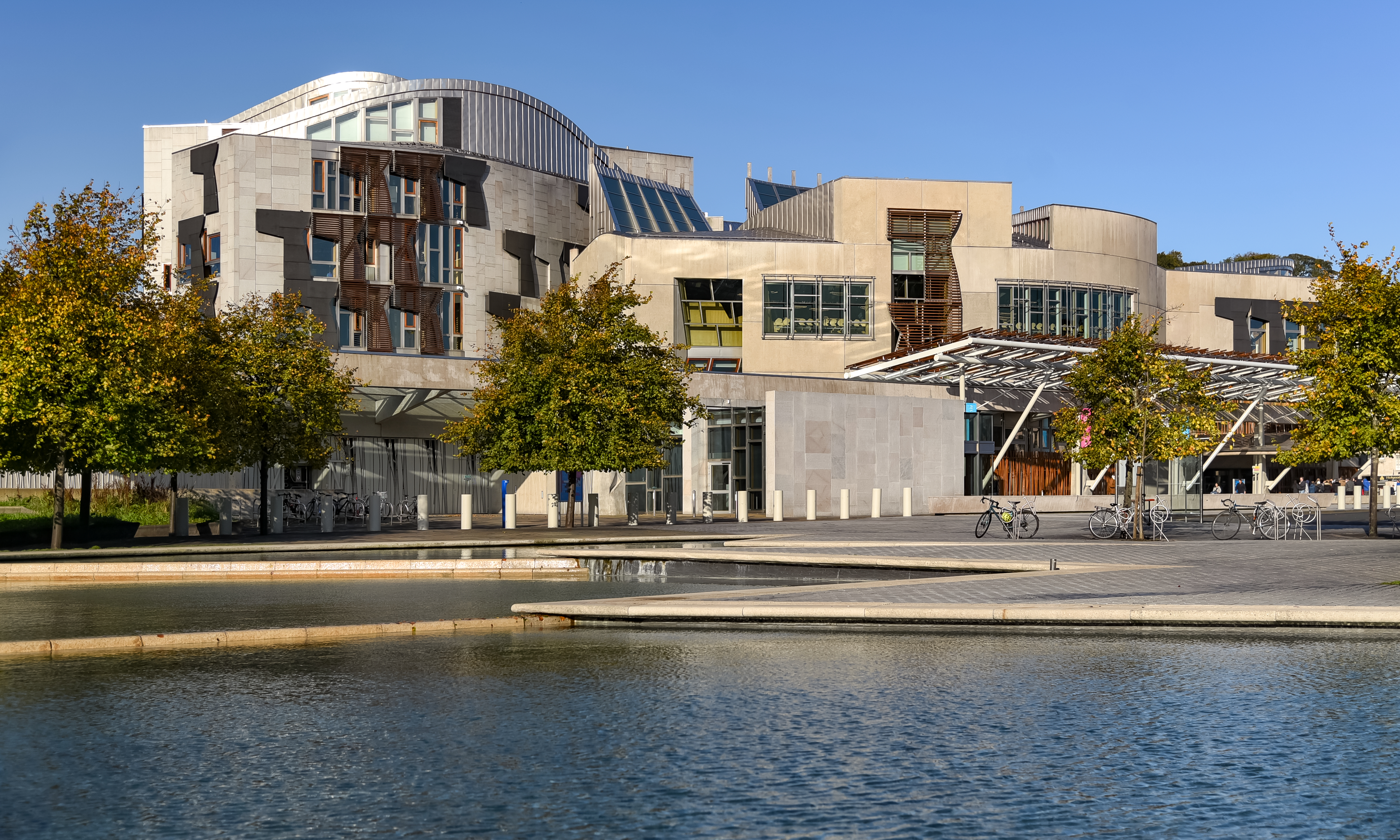
Schottisches Parlament, Edinburgh, Schottland

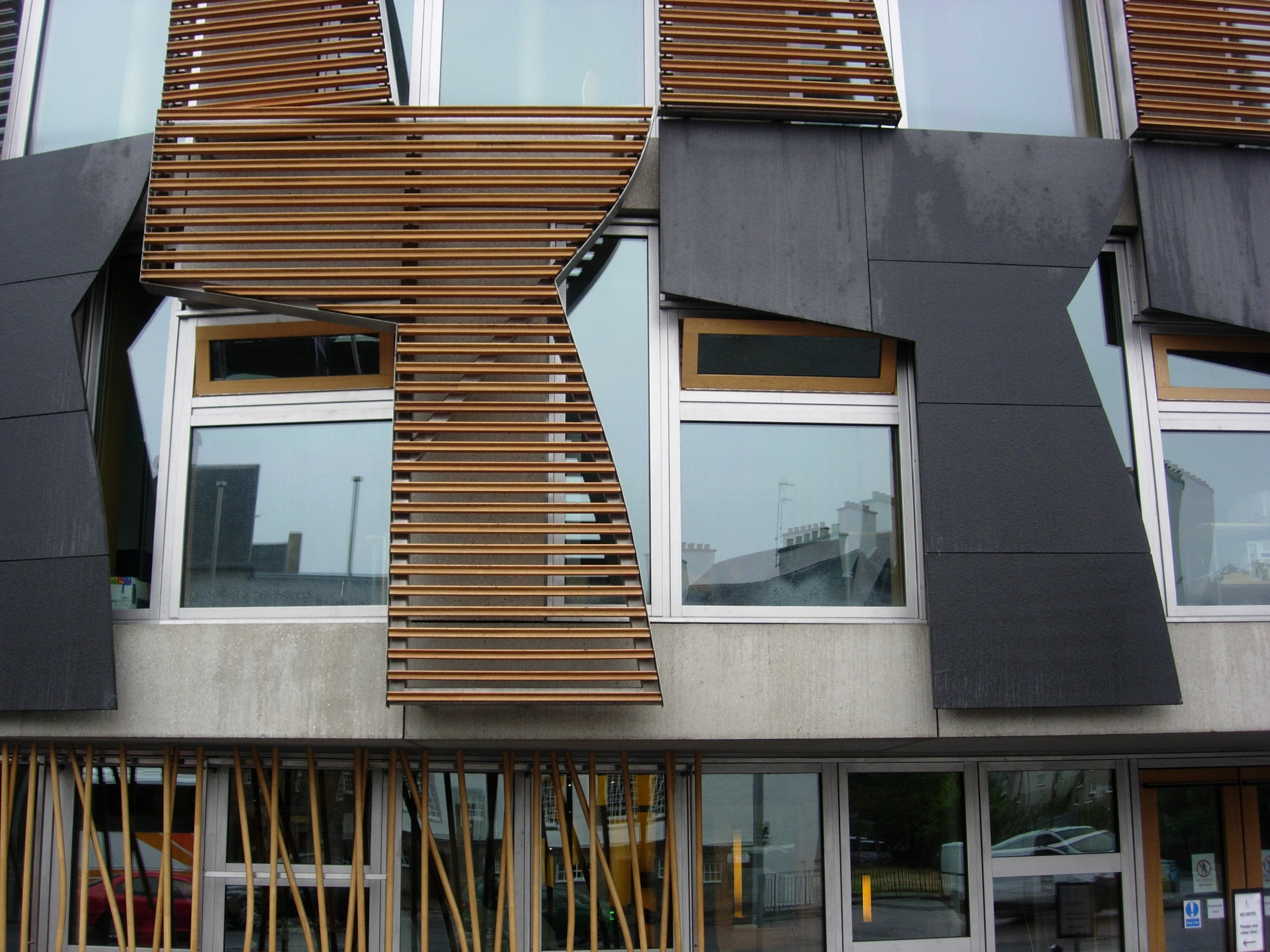
Schottisches Parlament, Fassade.

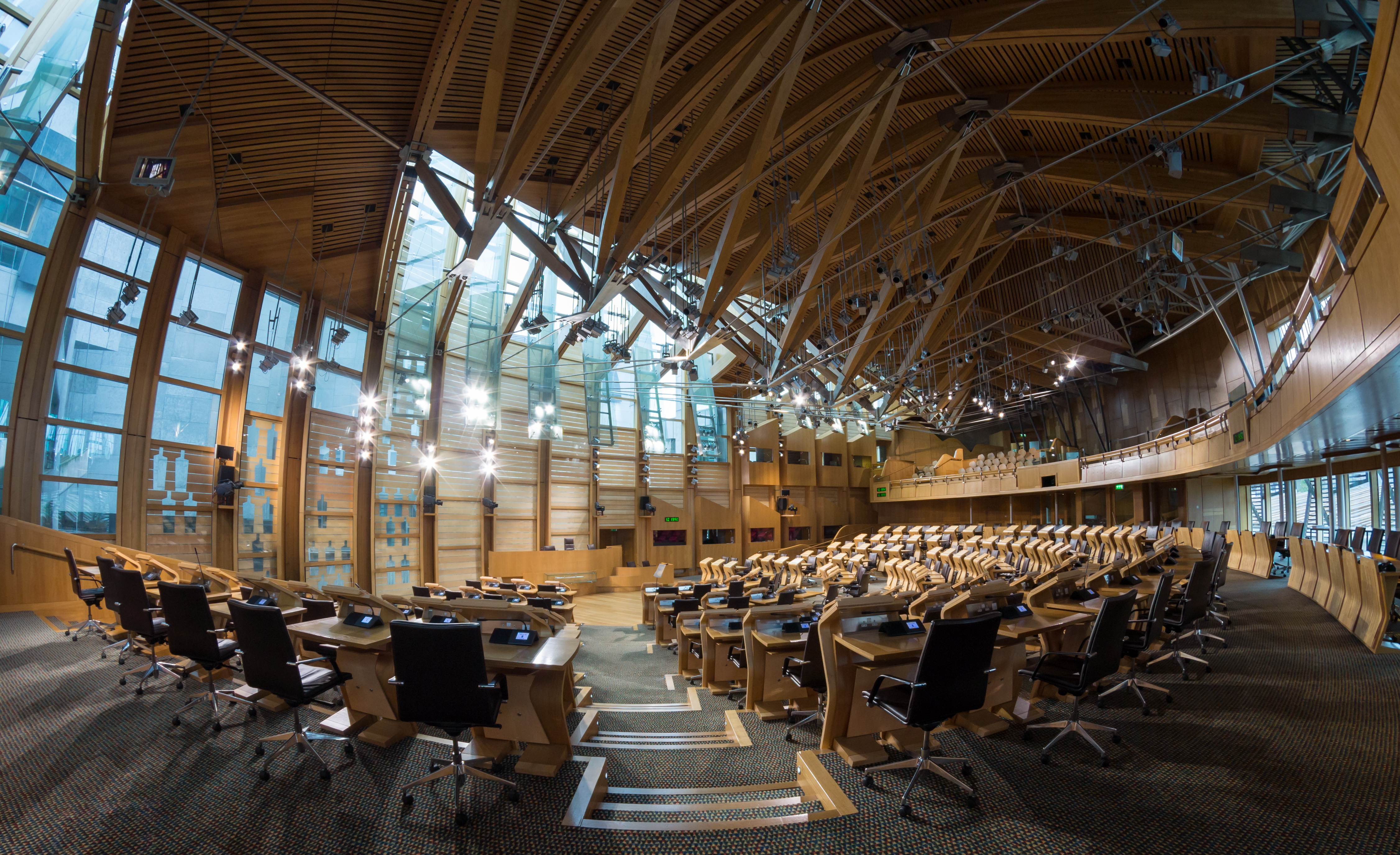
Schottisches Parlament, Abgeordnetenkammer.

### Miralles Tagliabue EMBT mit Enric Miralles
Einige der ersten gemeinsamen Projekte mit Miralles hatten mit dem eigenen Alltag zu tun. Zuerst renovierten sie ihr Wohnhaus in der carrer Mercaders in Barcelonas Altstadt und zogen 1993 ein. Mit der Geburt der Tochter integrierten sie 1995 ein Kinderzimmer. Dann übernahmen sie den Umbau des Mercat de Santa Caterina. Auch mit einigen anderen Projekten, wie das Altenheim am Rande des Marktes, sollte die Wohnumgebung ein freundliches, lebenswertes Gesicht bekommen.
Die Bandbreite ihrer Arbeiten wurde mit der Zeit immer vielfältiger. Nicht nur im Bereich Architektur sind EMBT Arquitectes tätig, sondern auch in den Bereichen Landschaftsarchitektur, öffentlicher Raum, Gebäuderestaurierung, temporäre Installationen, Möbel- und Produkt-Design.
Zu den gemeinsamen Arbeiten gehören ikonische Gebäude und öffentliche Räume in Barcelona wie der Torre Mare Nostrum, der Park Diagonal Mar, die Erweiterung des Rathauses von Utrecht, des eigenen Wohnhauses in der Altstadt von Barcelona und die Erweiterung der Staatlichen Jugendmusikschule Hamburg. Ihre Philosophie war es, die jeweilige Geschichte und Kultur eines Ortes zu respektieren und dennoch mit dem Bauwerk eigene Akzente zu setzen.
Im Jahr 1997 eröffneten sie ihr neues Architekturbüro in der Passatge de la Pau, Barcelona, mit dem Werk Mai per atzar von Valerio Ferrari.
Nach dem frühen Tod von Enric Miralles im Jahr 2000 führte Tagliabue das Architekturbüro weiter. Wichtige Bauten wie das schottische Parlament in Edinburgh oder das Hochhaus für die spanische Gasgesellschaft Gas Natural, der Torre Mare Nostrum in Barcelona, wurden erst nach dem Tod von Miralles fertig.
Für die Nachlassverwaltung ihres Mannes hat Tagliabue die Fondació Enric Miralles gegründet und ist Präsidentin der Stiftung. Im Gedenken an ihren Ehemann fördert sie darüber Veranstaltungen zur experimentellen Architektur.

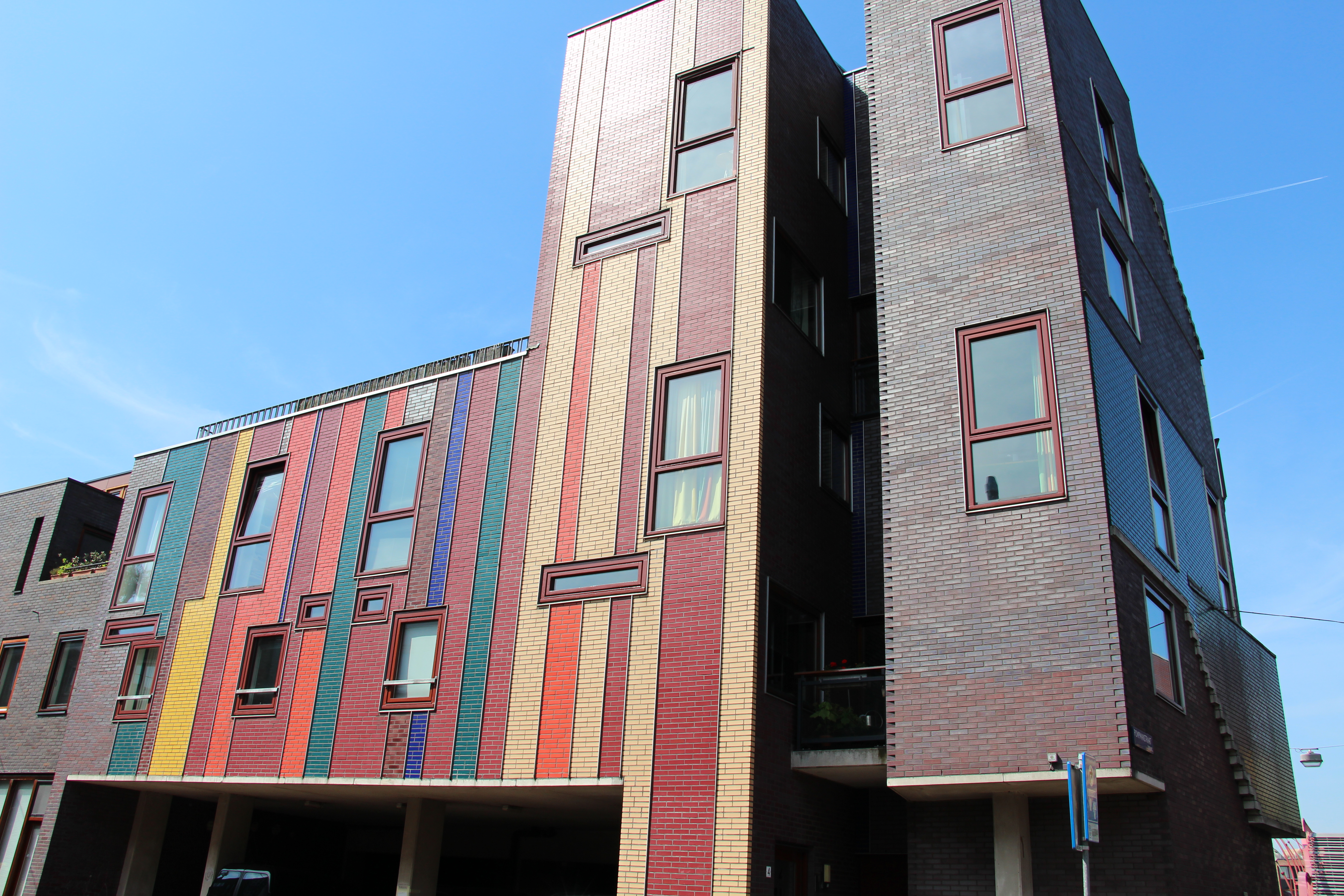
Wohnhäuser auf Borneo-Eiland, Amsterdam

### Miralles Tagliabue EMBT ohne Enric Miralles
Unter Leitung von Tagliabue entwickelte sich das Architekturbüro EMBT bis heute international weiter und firmiert für zahlreiche Projekte, die die Fachwelt als poetisch und stilistisch einzigartig bezeichnet.
Nach dem Tod ihres Ehe-, Kreativ- und Geschäftspartners wurde ihr ihre Rolle als Frau in einem Männerberuf schlagartig bewusst. Sie war nun die Chefin eines Architekturbüros und konfrontiert mit einer männerdominierten Bauindustrie, deren Akzeptanz sie gewinnen musste. Sie stellte sich selbstbewusst der Herausforderung und besteht dennoch auf kleinen Unterschieden.

„Ich bin mir sicher, dass Frauen in der Architektur viele verschiedene Möglichkeiten haben, sich dem Beruf zu nähern, und dass die Fähigkeiten von Frauen und die subtilen Unterschiede, die Frauen interpretieren können, für die Gesellschaft sehr nützlich sind.“

Die Bandbreite der Projekte von Miralles Tagliabue EMBT reicht vom Produktdesign, über landschafts- und städtebauliche Entwürfe, bis zu öffentlichen Bauten und privatwirtschaftlichen Nutzbauten. Auf der Expo 2010 in Shanghai und der Expo 2015 in Mailand hat Tagliabue mit ihrem Büro außergewöhnliche Entwürfe für den spanischen Pavillon entwickelt.

„Meine Arbeit soll dazu beitragen, den Menschen zu helfen. Soll helfen, alles anders zu sehen. Soll den Menschen helfen, sich wohl und zu Hause zu fühlen.“

Ihren kreativen Prozess beginnt Tagliabue häufig mit Collagen aus Fotos und Objekten der Umgebung des zukünftigen Projekts und Informationen aus dem Auftrag.

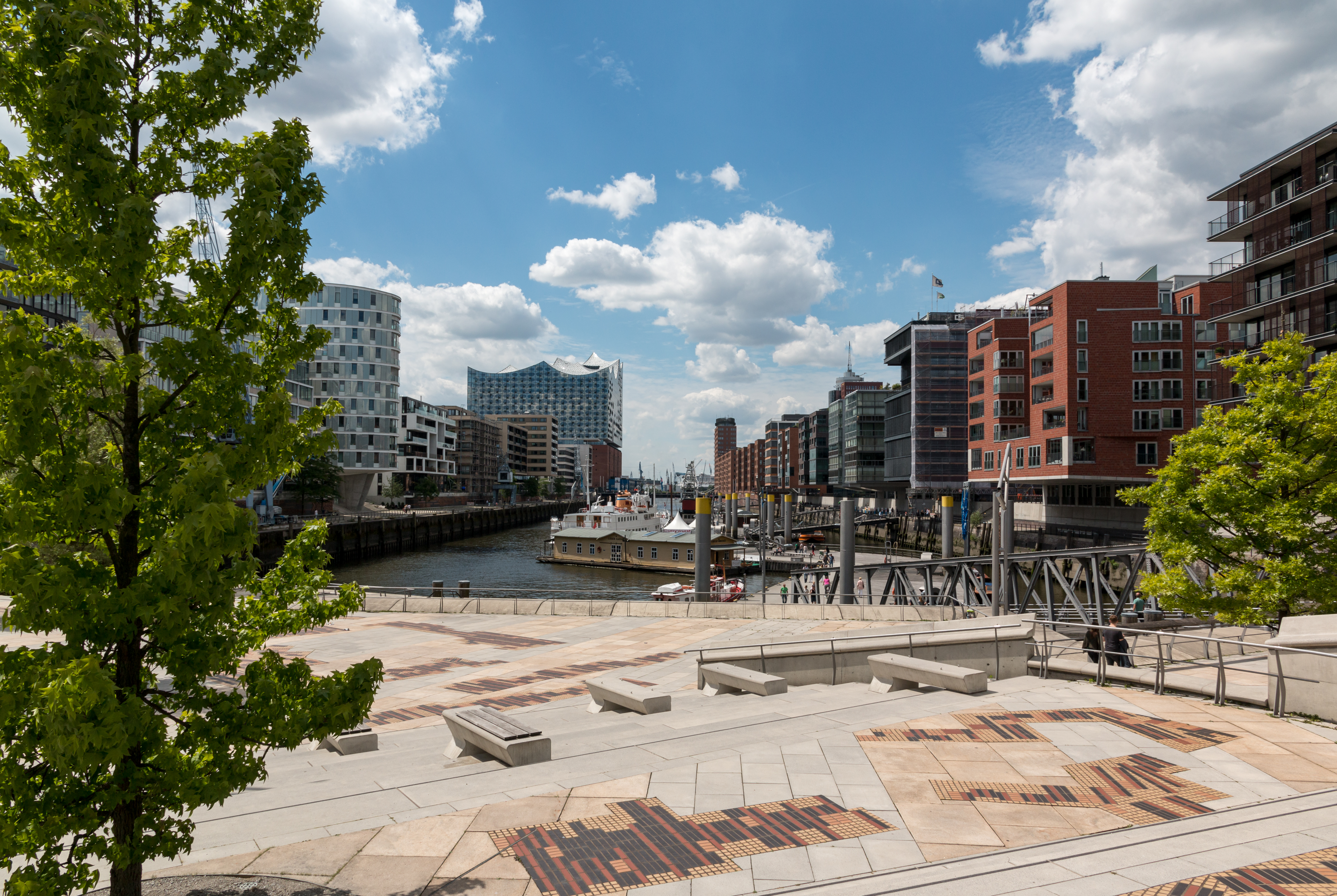
Magellanterrassen, HafenCity, Hamburg.

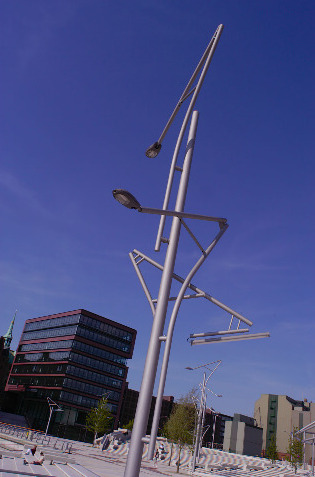
Straßenlaterne Maghellanterrassen, HafenCity, Hamburg.

Was mit dem Parc de Diagonal Mar, dem Parc dels Colors und dem Parc de Els Colors in der Landschaftsgestaltung begonnen wurde, setzte Tagliabue in der Gestaltung von öffentlichen Räumen der HafenCity in Hamburg fort. Der Masterplan für die Hafencity wurde 2002 entwickelt und in verschiedenen Bauphasen realisiert. Das Konzept sieht den Zugang zum Wasser der Elbe, Treppenlandschaften, Gehwege und Spielplätze vor. So wurden zwischen 2005 und 2013 die Magellan-Terrassen, die Marco-Polo-Terrassen, die Dalmannkai-Treppen, der Sandtorpark, der Vorplatz der Elbphilharmonie, die Dalmannkai-Promenade und der Grasbrookpark von EMBT gestaltet. Auch das East Coast Café setzt Akzente in der HafenCity.
2019 wurde das Kálida Sant Pau Centre, ein Rehabilitationszentrum für Krebspatienten, in Barcelona seiner Bestimmung übergeben. Ein heller, freundlicher Gebäudekomplex bietet Begegnungs- und Rückzugsmöglichkeiten und ist von gestaltetem Grün umgeben. Die Ziegelfassade wird durch Keramikmosaiken aufgelockert. Für dieses Projekt erhielten Miralles Tagliabue EMBT in Zusammenarbeit mit Patricia Urquiola den zweiten Preis des international ausgelobten „AIT-Award | Best of architecture and interior“ in der Kategorie „Gesundheit | Pflege“.
In Anlehnung an die Erfahrungen mit dem Verwaltungsgebäude für die Gas Natural in Barcelona entstand in Taichung der 2019 fertiggestellte Chinatrust Tower in Taichung, Taiwan.
2004 begann Tagliabue mit der Planung der neapolitanischen Metrostation Centro Direzionale. Da in Neapel die Mühlen sehr langsam malen, wurde das Projekt erst 2025 fertiggestellt. Die Metrostation setzt mit einer geschwungenen Holzkonstruktion und einem Garten einen naturnahen Kontrast zur Architektur der 1990er Jahre von Kenzo Tange. Tagliabue vermutete noch 2021, dass die 2014 begonnene Metrostation in Paris, die EMBT wohl auch wegen des Entwurfs für Neapel gewonnen hatte, früher fertig werden wird als die in Neapel. Jedoch ist die Metrostation Clichy-Montfermeil derzeit noch in der Planungsphase.

### Universitäts-Professorin und Jurorin
Tagliabue war Gastprofessorin an der Harvard University und der Columbia University. Gegenwärtig lehrt sie an der Escola Tècnica Superior d'Arquitectura de Barcelona (ETSAB), einem Institut der Universitat Politècnica de Catalunya, und hält regelmäßig Vorträge in Architekturforen.
Tagliabue ist Mitglied der Royal Incorporation of Architects in Schottland. Sie sitzt seit 2014 in der Jury des Pritzker-Preises und ist außerdem Mitglied der Jurys des Premio Princesa de Asturias, des arcVision Prize und von Young Architects Competition.
Papst Franziskus ernannte sie im März 2022 zum ordentlichen Mitglied der Päpstlichen Akademie der schönen Künste und der Literatur für das Fach Architektur.

## Projekte
Nur realisierte Projekte sind hier aufgelistet. Zahlreiche, nicht erwähnte Wettbewerbsentwürfe und geplante oder noch im Bau befindliche Projekte werden nicht aufgeführt.
Wohn- und Bürogebäude

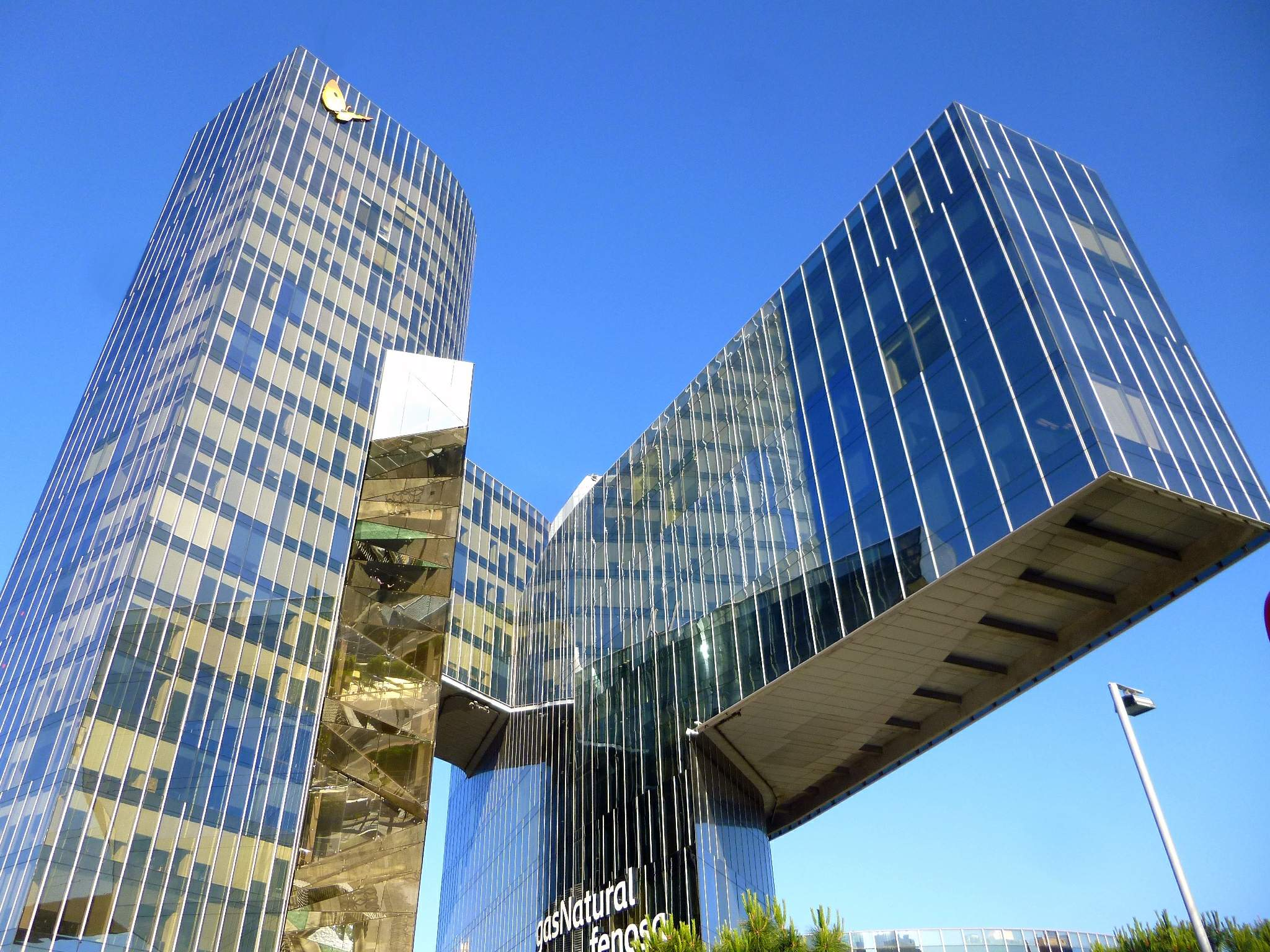
Torre Mare Nostrum, der neue Sitz von Gas Natural (heute: Naturgy), Barcelona-

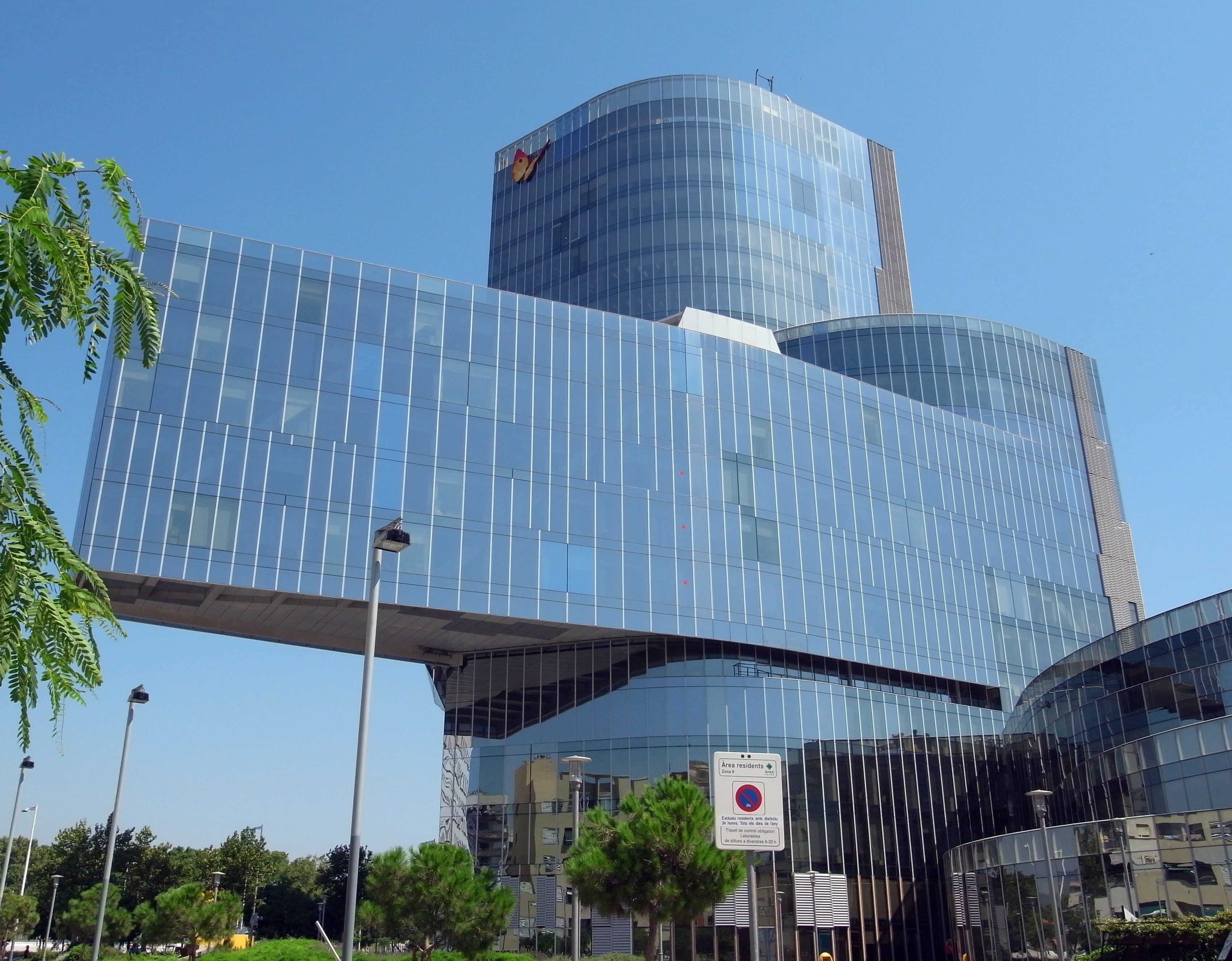
Torre Mare Nostrum, der neue Sitz von Gas Natural (heute: Naturgy), Barcelona

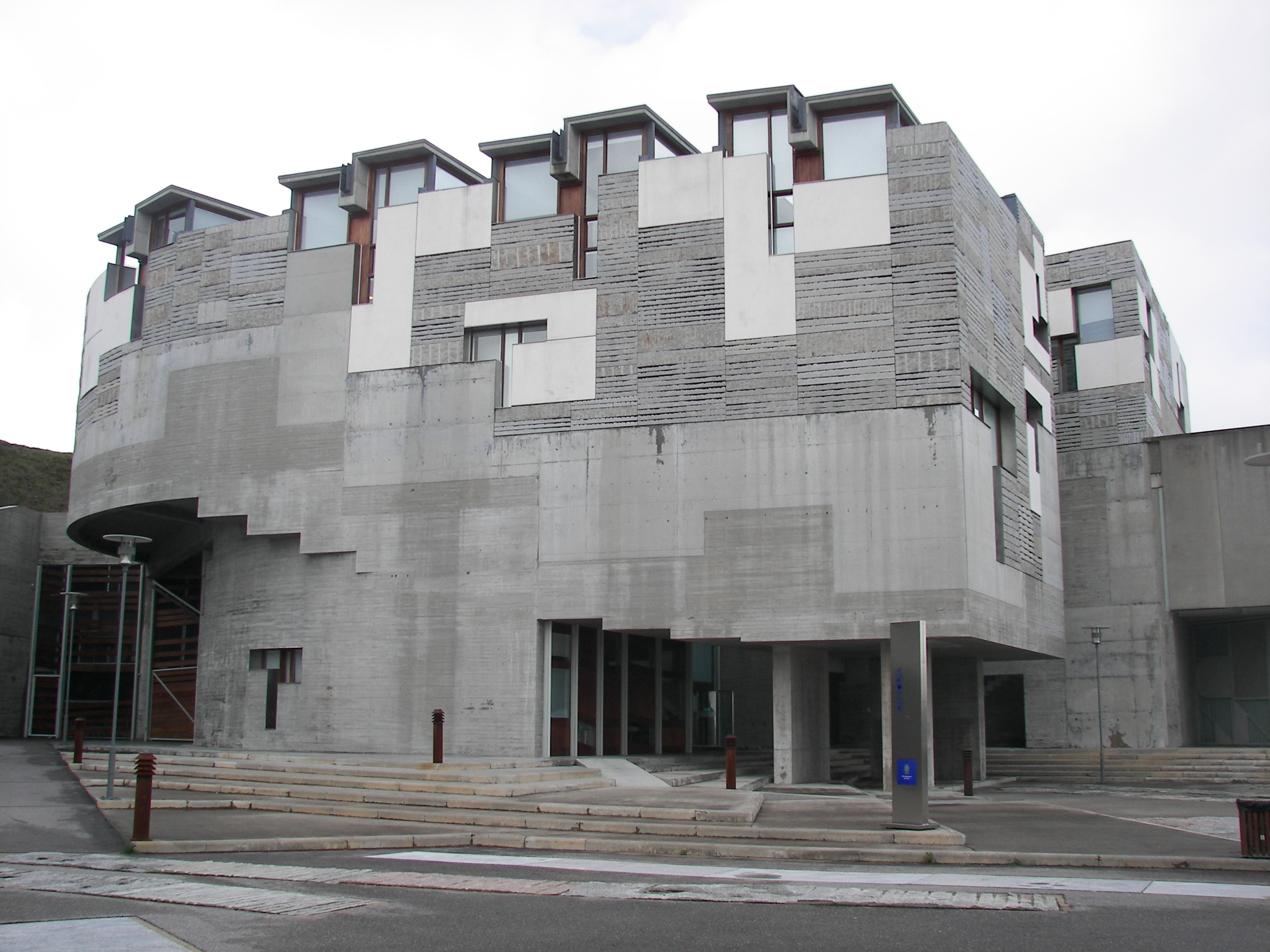
Universidad de Vigo, Spanien

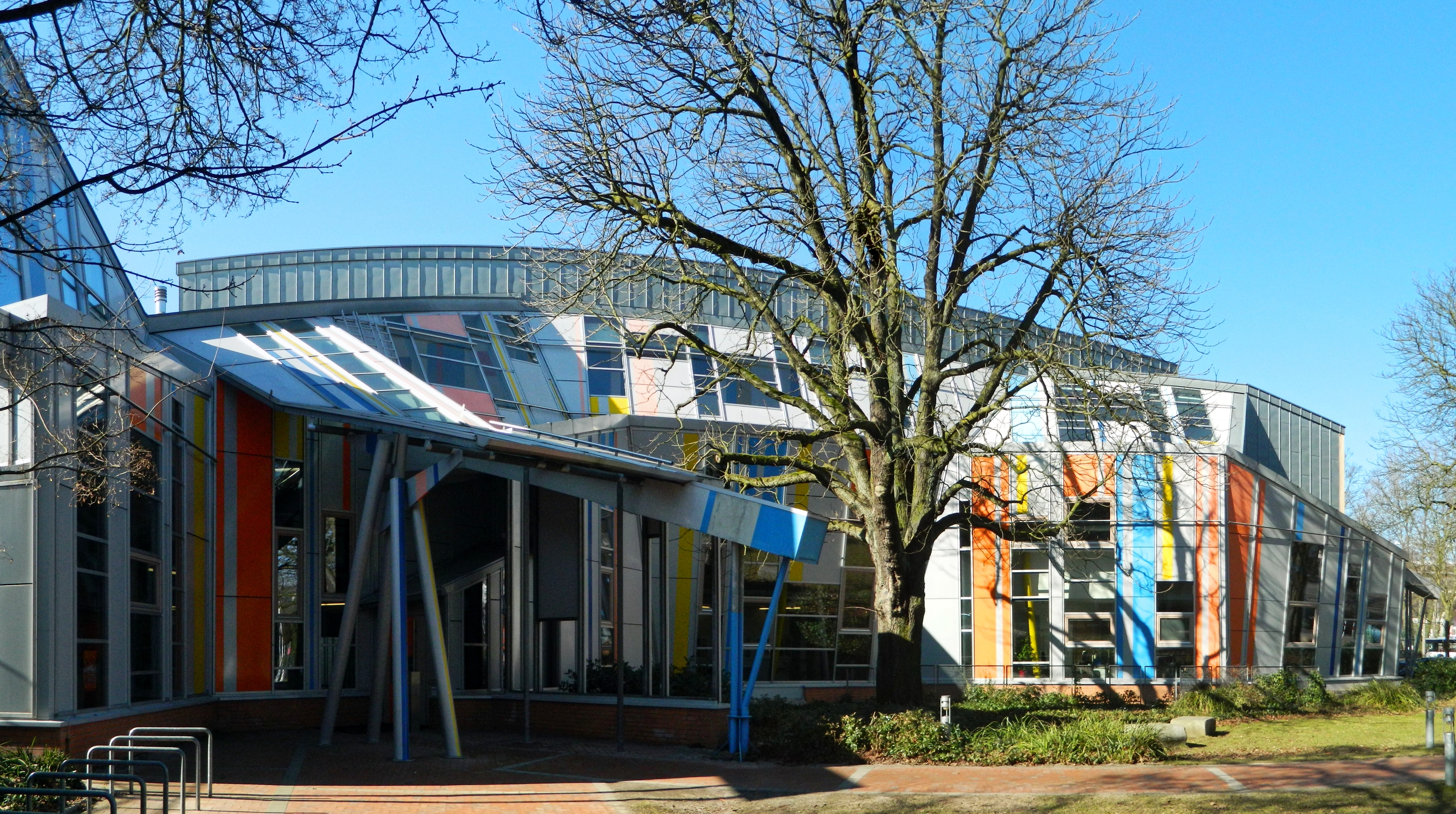
Michael-Otto-Haus, Staatliche Jugendmusikschule, Hamburg

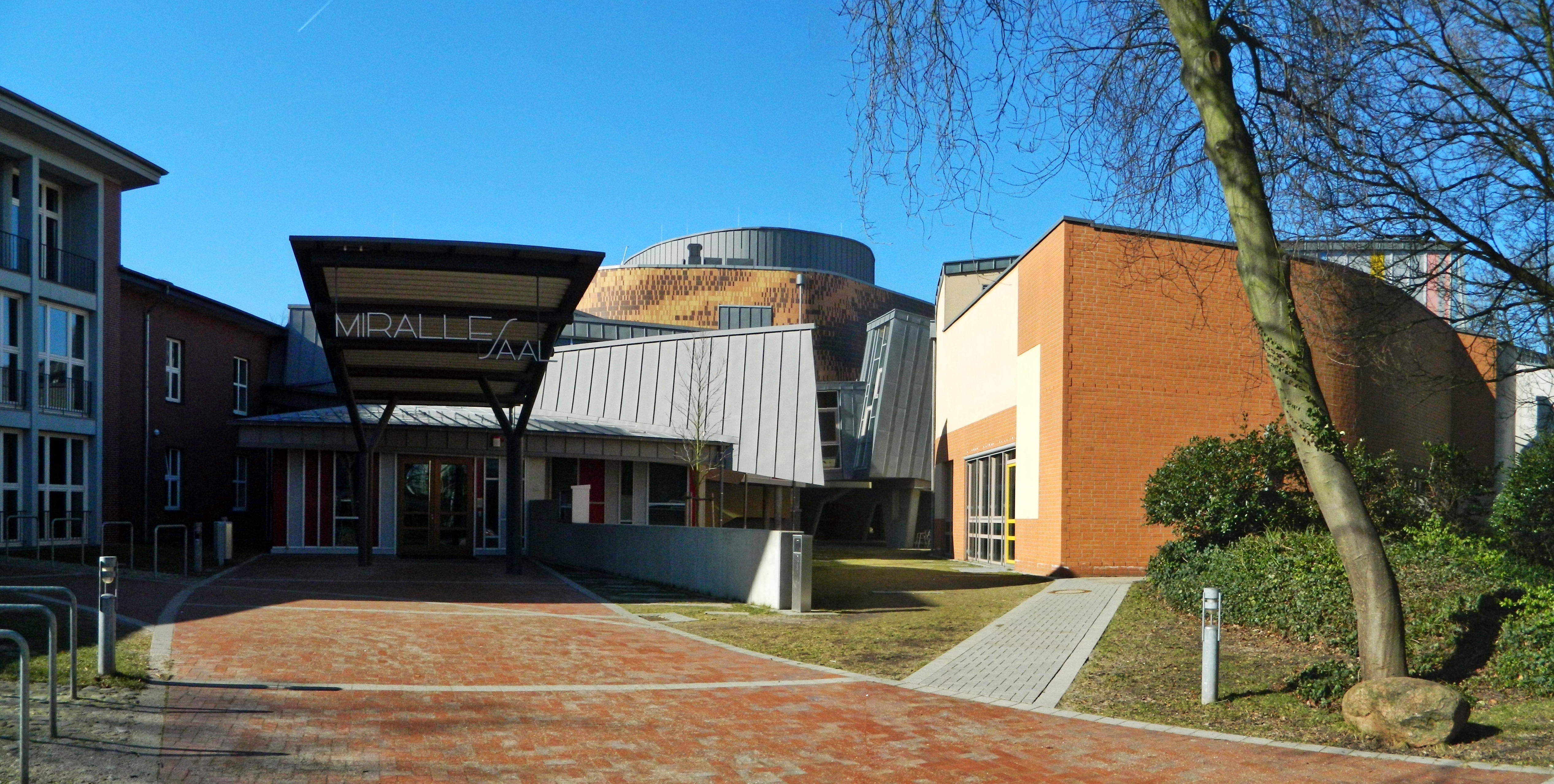
Miralles-Saal, Staatliche Jugendmusikschule, Hamburg

- 1993 Renovierung des eigenen Wohnhauses in der carrer Mercaders (La casa Mercaders), Barcelona[18]
- 1995: Renovierung eines Hauses in Barcelona.[19]
- 1996 bis 2000: Sechs Wohnhäuser auf der Insel Borneo, Amsterdam, Niederlande.[20]
- 1997: Das neue Büro von EMBT, Barcelona.[21]
- 1997 bis 1999 (mit Enric Miralles): Casa Trilla[22]
- 1998 bis 1999: Casa La Clota, Vall d'Hebron, Barcelona[23]
- 2001 bis 2007: Sozialer Wohnungsbau in Figueres, Katalonien[24]
- 2013: Sozialwohnungen im Stadtbezirk Barajas, Madrid, Spanien.[25]
- 2013: Renovierung von 9 niedrigpreisigen Wohnungen, Barcelona[26]

Öffentliche Einrichtungen
- 1993: Unazuki Meditation Pavilion, Unazuki, Japan.[27]
- 1993: Takaoka Station New Entrance, Toyama, Japan.[28]
- 2000: Erweiterung des Rathauses in Utrecht, Niederlande[29]
- 2000: Staatliche Jugendmusikschule Hamburg.[30]
- 2003: Campus der Universität Vigo, Galicien, Spanien.[31]
- 2004: Schottisches Parlament, Edinburgh, Scotland[32]
- 2005: Renovierung und Sanierung des Antiguo Mercado de Santa Caterina, Barcelona[33]
- 2005: Altenheim hinter dem Mercat de Santa Caterina, Barcelona.[34]
- 2006: Büro des Rektors der Universität Vigo, Vigo, Spanien[35]
- 2007: Erweiterung der öffentlichen Bibliothek in Palafolls, Barcelona, später umbenannt in Biblioteca Enric Miralles.[36]
- 2010: Zhang Daquian-Museum, Neijiang, China.[37]
- 2011: Erweiterungsbau der Jugendmusikschule, Hamburg.[38]
- 2019: Kalida Sant Pau Centre, Barcelona. Rehabilitationszentrum.[39]
- 2019: Le Pavillon, das neue Kulturzentrum von Romainville, Paris, Frankreich.[40]
- 2025: Centro Direzionale, neue U-Bahnstation in Neapel, Italien

Landschafts- und Stadtgestaltung
- 2002: Parc de Diagonal Mar, Barcelona[41]
- 2002: Parc dels Colors, Mollet del Vallès, Barcelona (Provinz)[42][43]
- 2002: Akustikpaneele zum Lärmschutz für die Anwohner der Gran Via, Barcelona.[44]
- 2003: Neugestaltung von Nou Barris, Barcelona.[45]
- 2005: Magellan-Terrassen – HafenCity, Hamburg.[46]
- 2007: Marco-Polo-Terrassen – HafenCity, Hamburg[47]
- 2008: Dalmannkai-Treppen – HafenCity, Hamburg.[48]
- 2010: Plaza Ricardo Viñes, Lleida, Spanien.[49][50]
- 2011: Sandtorpark – HafenCity, Hamburg.[51]
- 2012: Vorplatz der Elbphilharmonie und Dalmannkai-Promenade – HafenCity, Hamburg.[52]
- 2013: Grasbrookpark – HafenCity, Hamburg.[53]
- 2014: Die Wand am Ciutadella Park, Barcelona, Spanien[54]

Möbel und Kunst
- 1993 Mesa Inestable[55][56]
- 1999 bis 2000: Bühnenbild für die Oper „Don Quijote“, Gran Teatre del Liceu, Barcelona.
- 2000: Lungomare Bench für die Strandpromenade, Barcelona.[57]
- 2008 und 2009: Bühnenbild für die Merce Cunningham Dance Company[58]
- 2013: Tina Armchair, Valencia, Spanien.[59]
- 2013: La Casetta di Benedetta, Barcelona. Raum für private Filmvorführungen.[60]
- 2014: Botan Sofa, Barcelona.[61]
- 2015: Dome Lamp, Barcelona[62]
- 2016: Family of tables – the workshop of dreams, Madrid, Spanien[63]
- 2018: Kate Lamp, Mailand, Italien[64]

Gebäude für Einzelhandel und Privatwirtschaft
- 2007: Torre Mare Nostrum, neuer Firmensitz der Firma Gas Natural in Barcelona.[65]
- 2009: Camper Store Sevilla, Spanien. Schuhgeschäft.[66]
- 2010: Camper Store Barcelona, Spanien.[67]
- 2012: Camper Store Washington, USA.[68]
- 2013: L’Oréal Academy, Barcelona[69]
- 2014: Biomobie Regenerative Center, Shanghai, China. Pharmazentrum.[70]
- 2014: Castañer Store Barcelona. Schuhe.[71]
- 2014: East Coast Restaurant, Hamburg.[72]
- 2019: Chinatrust Tower, Taichung, Taiwan.[73]

Messe- und Ausstellungsgebäude

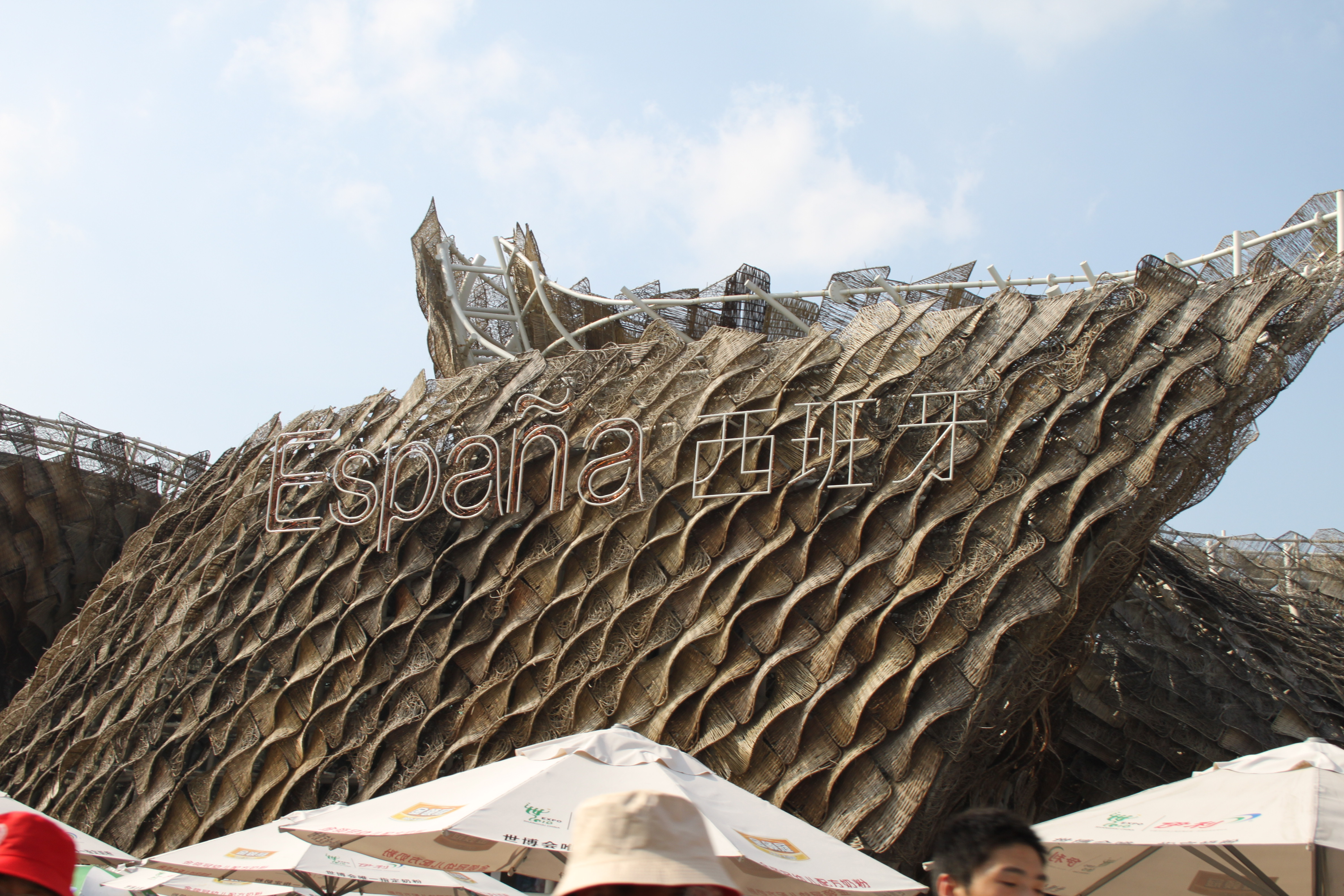
Spanischer Pavillon für die Expo 2010, Shanghai

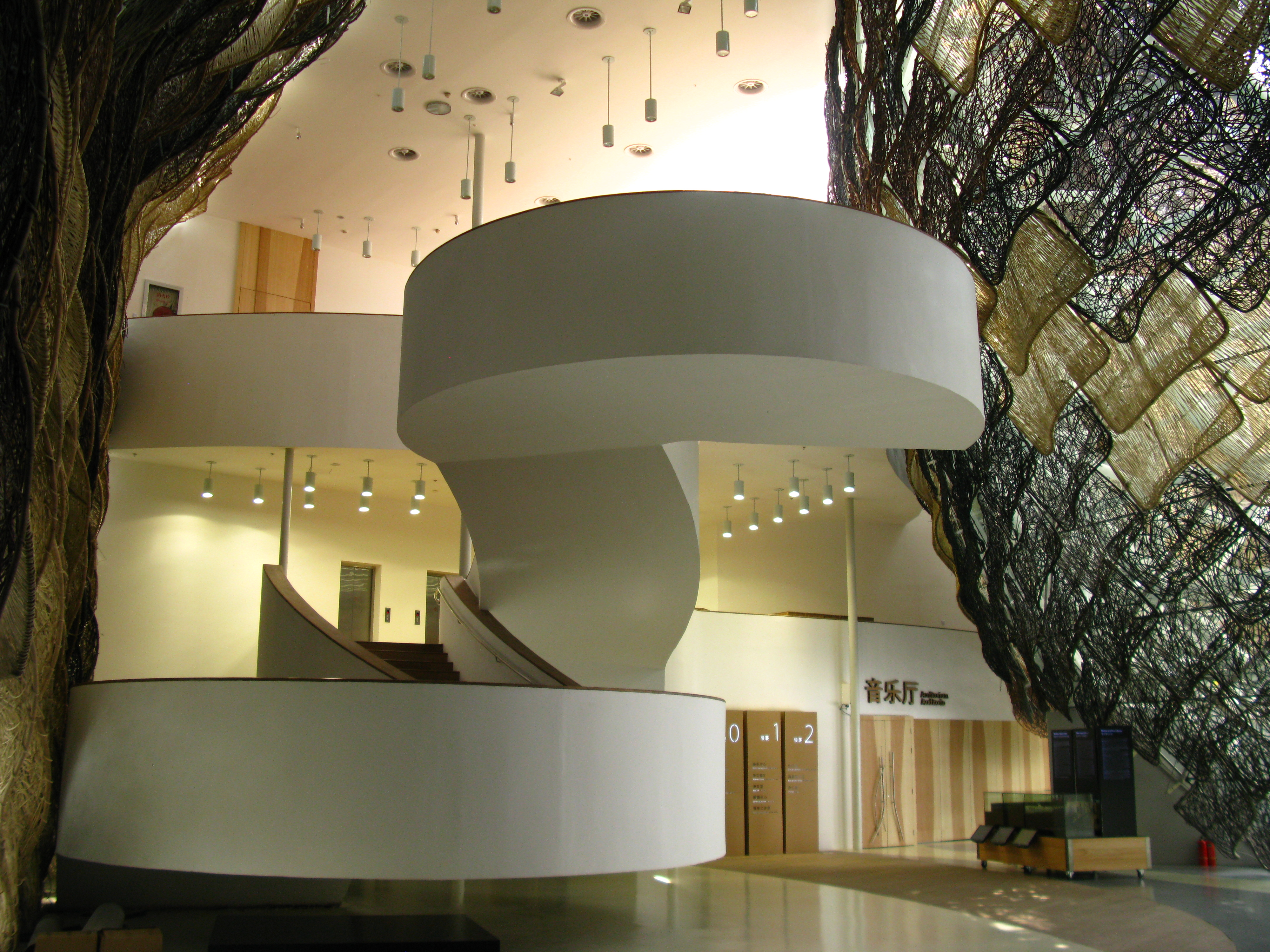
Im Spanischen Pavillon auf der Expo 2010, Shanghai

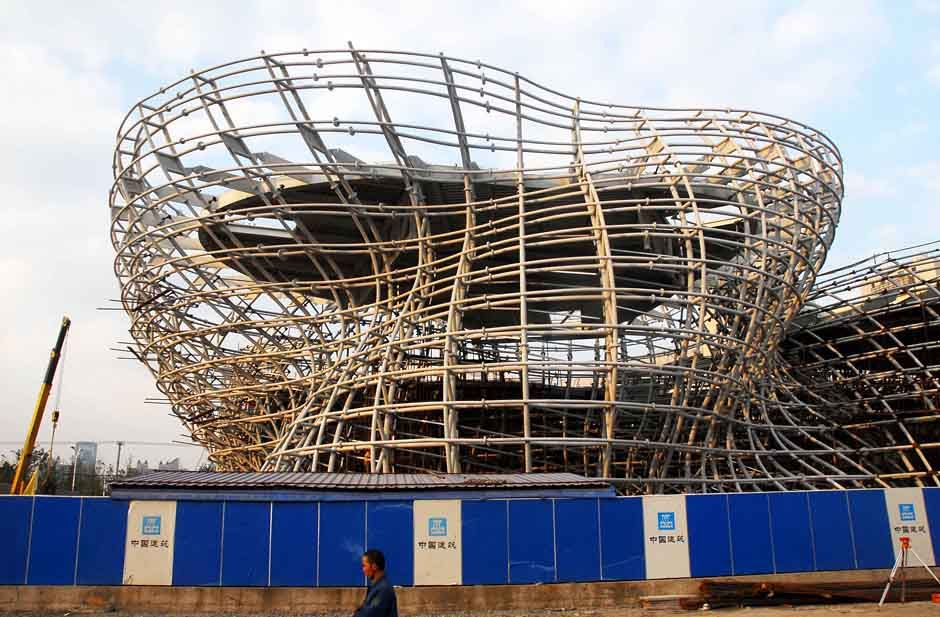
Spanischer Pavillon für die Expo 2010, Shanghai, im Rohbau

- 2006: Parc du Centenaire Arcelor Pavillon, Esch an der Alzette, Luxemburg[74]
- 2010: Spanischer Pavillon für die Expo 2010, Shanghai, China[75]
- 2011: Landschaftsgestaltung auf der International Horticulture Exhibition 2011, Xi’an, China. Internationale Gartenbauausstellung.[76]
- 2014: Decormarmi Ausstellungspavillon ‘Geflochtener Marmor’, Verona, Italien[77]
- 2015: „Love it“ Pavillon für die Expo 2015, Mailand, Italien.[78]
- 2017: Too good to waste, Mailand, Italien[79]
- 2018: Weaving architecture, Pavillon auf der Architekturbiennale Venedig.[80]

## Preise und Auszeichnungen
Wegen des großen Umfangs an Preisen und Auszeichnungen für Miralles Tagliabue EMBT, werden im Folgenden nur Preise für realisierte Projekte und keine gewonnenen Wettbewerbe oder Nominierungen aufgelistet.
Preise für Enric Miralles und Benedetta Tagliabue:
- 2000: Premio FAD (Fomento de las Artes y del Diseño) in der Kategorie Innenarchitektur für die Renovierung der Casa La Clota, Barcelona.[83][84]
- 2001: Goldener Preis der FAD in der Kategorie Industrielles Design für die Sitzbank Lungomare Bench, realisiert in Escopete, Provinz Guadalajara, Spanien.
- 2001: Niederländischer Architekturpreis Nederlandse Bouwprijs für das Rathaus in Utrecht, Niederlande.
- 2001: Designpreis der Stadt Utrecht Rietveldprijs für das Rathaus in Utrecht, Niederlande.[85]
- 2001: RIBA Stirling Best Building Award für das Schottische Parlament vom Royal Institute of British Architects (RIBA).
- 2001: Premi Nacional de Catalunya in der Kategorie Kulturerbe für Renovierung und Neugestaltung des Mercat de Santa Caterina in Barcelona.
- 2002: Würdigung des BDA Hamburg (Bund deutscher Architektinnen und Architekten) für die Staatliche Jugendmusikschule in Hamburg.[86]
- 2002: Premio FAD (Fomento de las Artes y del Diseño) in der Kategorie Außenräume für den Parque de Els Colors in Mollet del Vallés.[87]
- 2003: Premio FAD in der Kategorie Architektur für die Vorlesungssäle auf dem Campo Universitario de Vigo.
- 2003: Premio FAD in der Kategorie Außenräume für den Parque Diagonal Mar.
- 2005: Premi Ciutat de Barcelona (= Preis der Stadt Barcelona) für Renovierung und Neugestaltung der Markthallen von Santa Caterina in Barcelona.
- 2005: Preis der spanischen Architektur-Biennale für das Schottische Parlament in Edinburgh.

Preise für Benedetta Tagliabue:
- 2004: Ehrendoktorwürde der Edinburgh Napier University.[88]
- 2004: Premio FAD (Fomento de las Artes y del Diseño) in der Kategorie Architektur für den Campus der Universität Vigo.
- 2005: Würdigung der American Society of Landscape Architects für den Parc Diagonal Mar in Barcelona.
- 2005: Spanischer Architekturpreis „Manuel de la Dehesa“ für das Schottische Parlamentsgebäude in Edinburgh, Schottland.
- 2006: Goldener Löwe bei der Architektur-Biennale von Venedig für den Pavillon der Sporthalle von Huesca, Aragon, Spanien.
- 2009: Preis der Stadt Barcelona in der Kategorie Internationale Projekte für den Spanischen Pavillon auf der Expo 2010 in Shanghai, China.
- 2009: World Architecture Festival Award in der Kategorie Zukunftsprojekte für den Spanischen Pavillon auf der Expo 2010 in Shanghai, China.
- 2010: World Architecture Festival Award in der Kategorie Präsentation für den Spanischen Pavillon auf der Expo 2010 in Shanghai, China.
- 2010: Drittbestes Architekturdesign beim Bureau International of Exhibitions (BIE) Award für den Spanischen Pavillon auf der Expo 2010 in Shanghai, China.
- 2010: RIBA International Award des Royal Institute of British Architects für den Spanischen Pavillon auf der Expo 2010 in Shanghai, China.
- 2010: European Green Garden Award (EGHN) in der Kategorie Innovatives zeitgenössisches Konzept der Stiftung Schloss Dyck, für Parc Diagonal Mar in Barcelona, Spanien
- 2011: Green Design Global Awards der Asia Pacific Federation of Designers (IAI) für das Projekt HafenCity / Public Spaces in Hamburg.
- 2011: Shanghai Excellent Design Award der Shanghai Exploration and Design Trade Association für den Spanischen Pavillon auf der Expo 2010 in Shanghai, China
- 2011: World Architecture Festival (WAF) Awards in der Kategorie Zukunftsprojekt für das Zhang Da Qian Museum in Neijiang, China
- 2011: Bauwerk des Jahres 2011 vom Architekten- und Ingenieurverein (AIV) Hamburg für das Projekt: Erweiterungsbau der Jugendmusikschule in Hamburg.[89]
- 2012: Internationaler Architekturpreis von The Chicago Athenaeum – Museum of Architecture and Design für das Project Spanischer Pavillon für die Expo 2010 in Shanghai, China.[90]
- 2013: RIBA Charles Jencks Award (des Royal Institute of British Architects) für das Rehabilitationszentrum Kálida Sant Pau Centre, Barcelona.[91]
- 2014: Mostra D’Arquitectura international Catalana:[92] EMBT hat an der internationalen katalanischen Architekturausstellung mit folgenden Projekten teilgenommen: Erweiterung der Jugendmusikschule Hamburg,[93] Spanischer Pavillon auf der Expo 2010 in Shanghai[94] und Öffentliche Anlagen der HafenCity in Hamburg[95]. Alle Projekte wurden ausgezeichnet.
- 2016: Finalistin für den Premio FAD (Fomento de las Artes y el Diseño) in der Kategorie Industriedesign für Minamora Bench.[96]
- 2016: Archiproducts Design Award für die Hängelampe Dome 180.
- 2017: Preis der spanischen Architekturgesellschaft in der Kategorie Bestes innovatives Design für den Campus der Fudan School of Management, Shanghai, China.
- 2018: Internationaler Preis Sebetia-Ter des Centro studi di arte e cultura in der Kategorie Architektur, Neapel, Italien.
- 2020: Zweiter Preis des „AIT-Award | Best of Architecture and Interior“ in der Kategorie „Gesundheit | Pflege“ für das Rehabilitationszentrum Kálida Sant Pau Centre, Barcelona.[12]
- 2020: Simon-Architekturpreis für das Kálida Sant Pau Centre.[97]
- 2021: Auszeichnung als Woman in architecture[98]
- 2021: Piranesi Prix de Rome für ihr Lebenswerk, gesponsert von der Accademia Adriana con l’Ordine degli Architetti di Roma[98][99]

## Veröffentlichungen (Auswahl)
- 1995: Mit Enric Miralles: Mixed talks. Academy Editions, London 1995, ISBN 978-1-85490-277-1 (englisch).
- 1996: Mit Enric Miralles: Opere e progetti. Electa, Milano 1996, ISBN 978-88-435-5337-2 (italienisch).
- 1999: Mit Enric Miralles: Time architecture. Hrsg.: Anatxu Zabalbeascoa, Javier Rodríquez Marcos. Gustavo Gili, Barcelona 1999, ISBN 978-84-252-1754-8 (englisch).
- 2004: Mit Enric Miralles: Work in progress. (englisch, spanisch und katalan). Actar, Barcelona 2004, ISBN 978-84-96185-13-5.
- 2004: Enric Miralles, EMBT Arquitectes: Arquitectura dibujada. El proyecto de Miralles-Tagliabue para Diagonal Mar (Gezeichnete Architektur. Das Miralles-Tagliabue-Projekt für Diagonal Mar). Texte in spanisch und englisch. Salvat, Barcelona 2004, ISBN 978-84-345-7628-5.
- 2006: Mit Enric Miralles: Work in progress. Col·legi d'Arquitectes de Catalunya, Barcelona 2006, ISBN 978-84-96185-92-0 (englisch).
- 2007: Eating the city. Workshop. ESA Productions, Paris 2007, ISBN 978-2-916485-04-1 (englisch).
- 2006: AA. Arquitecturas de Autor 2006. EMBT Arquitectes. (Edición T6 Ediciones 2006, Escuela Técnica Superior de Arquitectura. Universidad de Navarra, Pamplona, Navarre, Spain).
- 2009: EMBT 2000-2009. Enric Miralles, Benedetta Tagliabue. Continuidad despues de la vida (Kontinuität nach dem Tod). El Croquis Editorial, Madrid 2009, ISBN 978-84-88386-53-3 (spanisch).
- 2010: Pabellón de España, Exposición Universal de Shanghái 2010. Pencil, Valencia, Spain 2010, ISBN 978-84-938167-0-4 (spanisch).
- 2017: L'allestimento di "Voglia d'Italia". In: Emanuele Pellegrini (Hrsg.): Voglia d'Italia. 2017, ISBN 978-88-569-0606-6, S. 11 (italienisch).